# Salzachöfen
Die Salzachöfen oder die Salzachklamm ist der klammartige Durchbruch des Flusses Salzach durch die nördlichen Kalkhochalpen zwischen Hagen- und Tennengebirge.
Sie ist abschnittsweise als Naturdenkmal ausgewiesen.

## Lage, Landschaft und Verkehr
Die Salzachöfen sind die Klammen des Durchbruchstals der Salzach mit dem Pass Lueg. Die beiden Bezeichnungen können landesüblich austauschbar für die ganze Schlucht verwendet werden, im engeren Sinne ist der Pass Lueg eine Ortslage und historische Befestigung inmitten der Schlucht, und die Salzachöfen sind der unterste und wildeste Flussabschnitt, bevor die Salzach bei Golling in das Alpenvorland eintritt, das sich hier im Salzburg–Halleiner-Becken in die Alpen eintieft. Die ganze Klamm erstreckt sich S-förmig von südlich Golling, wo die Brücke nach Ofenau führt, bis nördlich Werfen-Tenneck (Fuhr- und Flößerwirtshaus Stegenwald). Sie stellt die wichtigste Verbindung des Außergebirgs mit dem Salzburger Innergebirg dar.

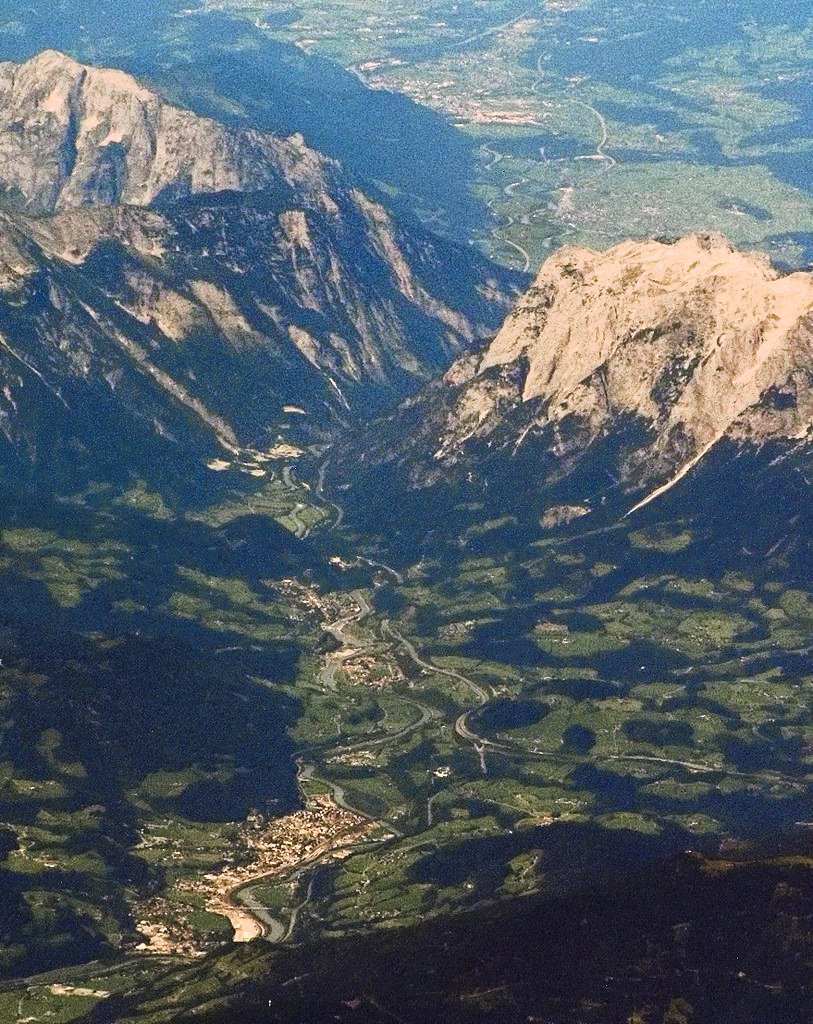
Die Salzachöfen als Engtal von Süden: Das Salzachtal zwischen Bischofshofen und Hallein, links das Hagengebirge, rechts das Tennengebirge

Mit dem Auto fährt man etwa 30 Minuten von Salzburg auf der Landesstraße B 159 Salzachtal Straße. Die zweigleisige elektrifizierte Salzburg-Tiroler-Bahn überwindet diese Engstelle durch den Ofenauer Tunnel und folgt dann der Landesstraße. Für die Tauern Autobahn A10 wurde ebenfalls die Tunnellösung, Ofenauertunnel (1,3 km) und Hieflertunnel (2 km) gewählt, die Klamm dazwischen überspannt eine Brücke Tunnelportal zu Tunnelportal. Südlich der eigentlichen Klamm beginnt bereits die Verengung des Salzachtals. Der Tauernradweg führt entlang der Landesstraße an der Klamm vorbei. Die Landesstraße nimmt über mehrere Kilometer den Fahrradverkehr des Tauernradweges auf, der südlich und nördlich der Salzachöfen neben der Landesstraße geführt wird.
Die Autobahn hat heute auch eine Anschlussstelle Pass Lueg bei Stegenwald (Exit 34).
Die Salzach ist im Gutteil der Fließstrecke rechtsufrig, wo Straße und Bahn verlaufen, stark reguliert, linksufrig hingegen völlig naturbelassen. Im letzten Abschnitt, dem eigentlichen Pass Lueg, hebt sich die Straße über das Flussniveau, und die Klamm dort ist gänzlich naturbelassen und eine der letzten Wildwasserstrecken der Salzach.

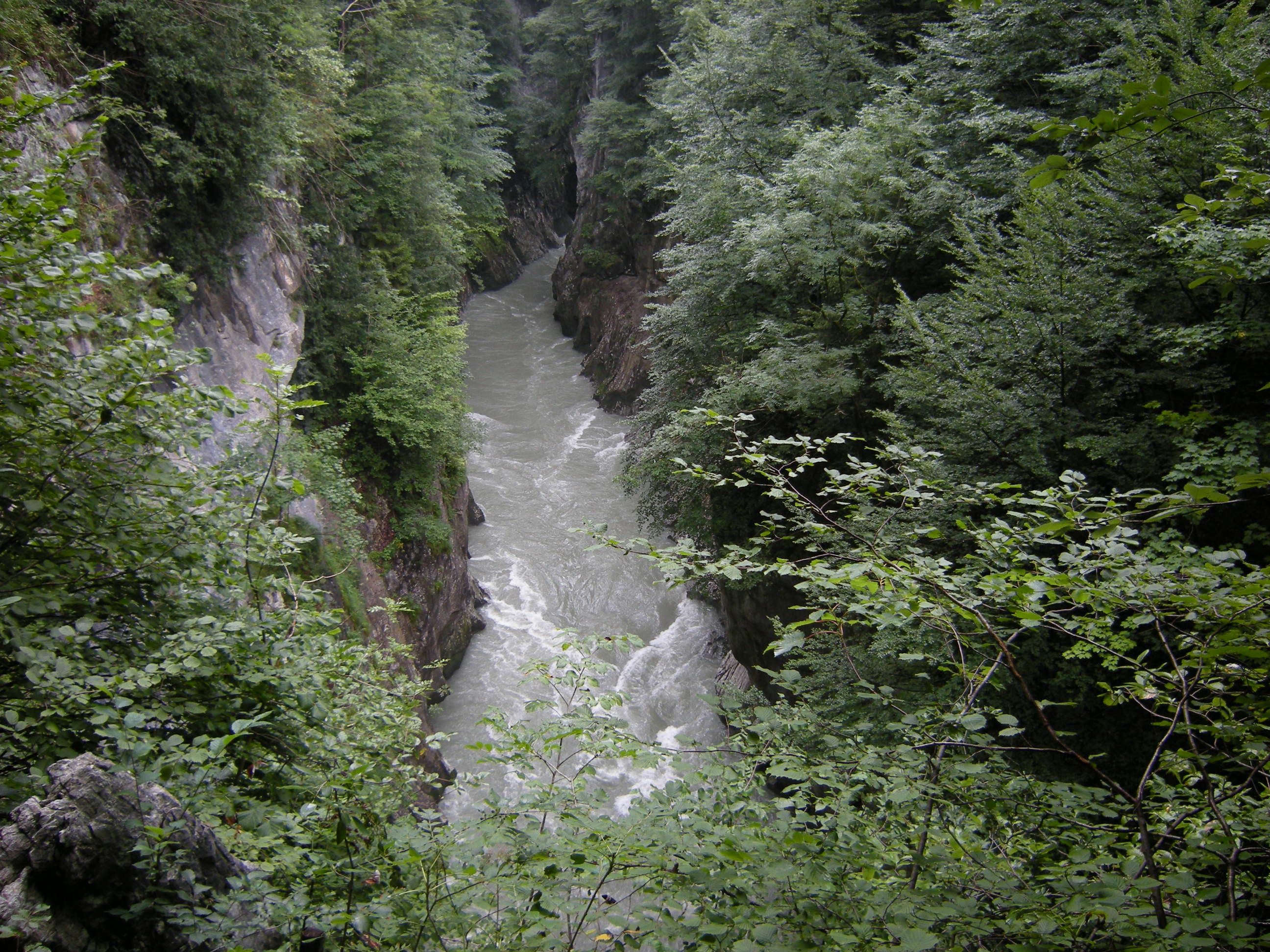
oberer Klammeingang
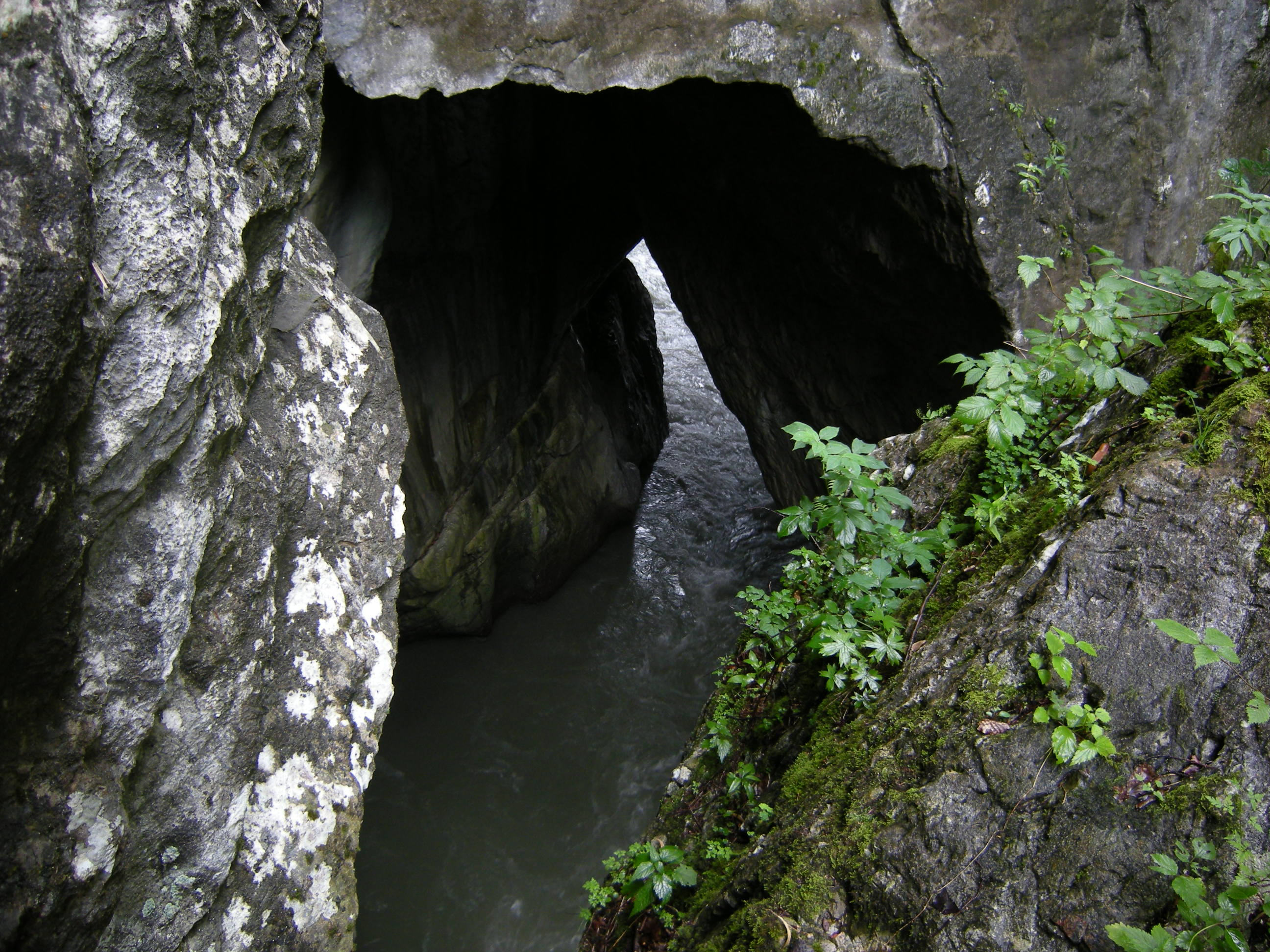
„der Dom“, ein verschütteter Klammabschnitt
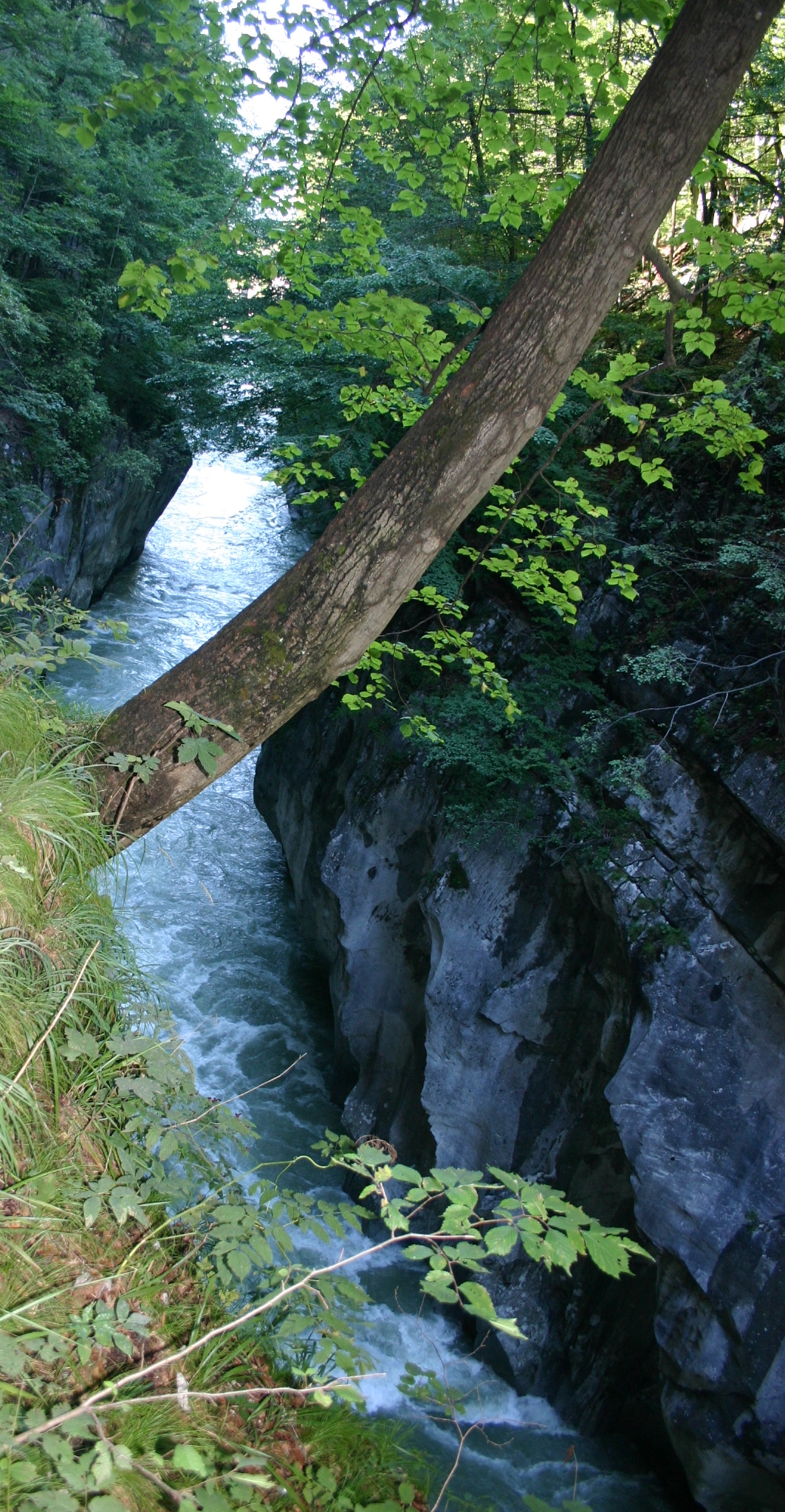
kurz vor dem südlichen Ausgang
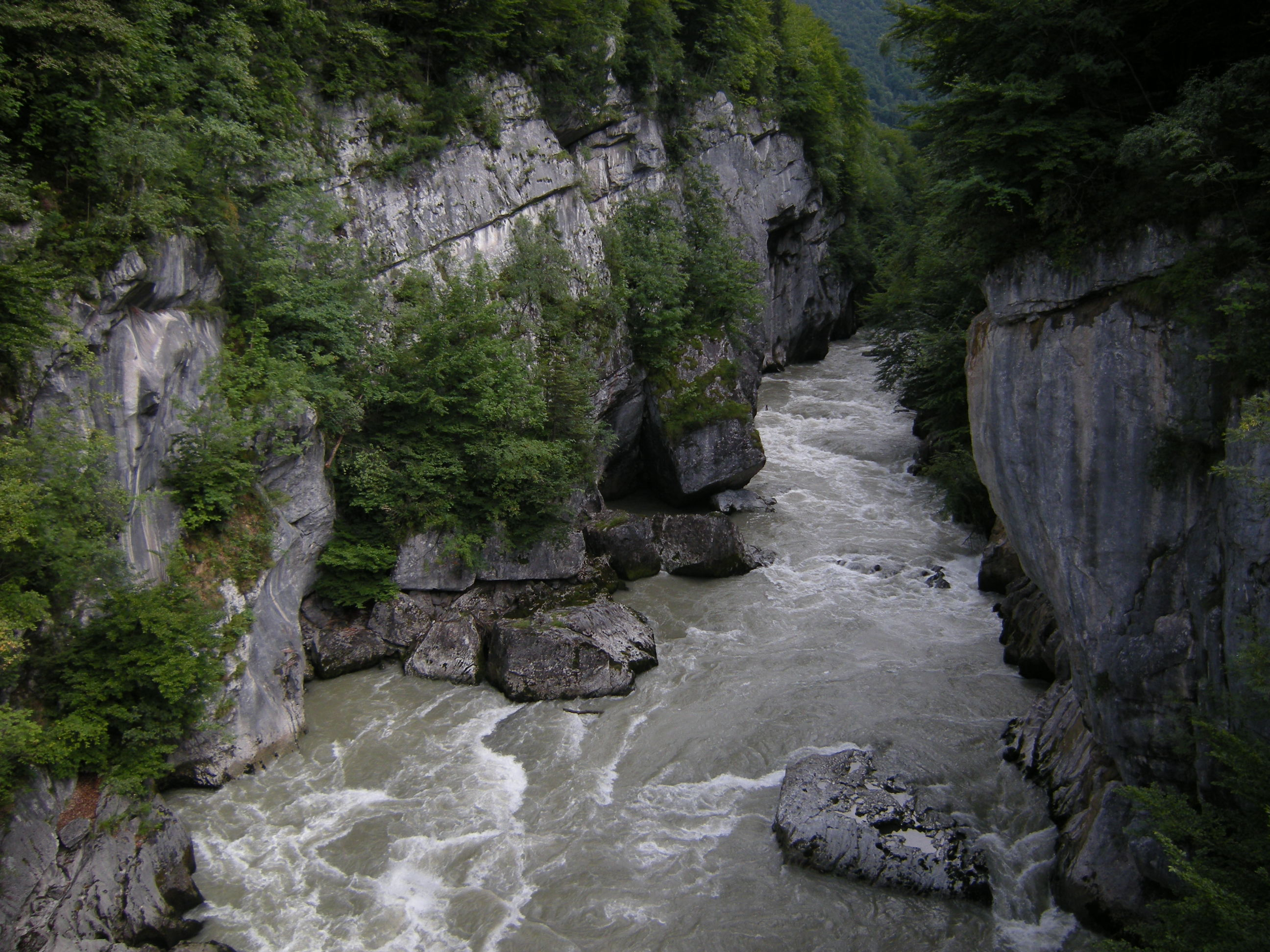
unterer Klammeingang

## Geschichte und Naturschutz

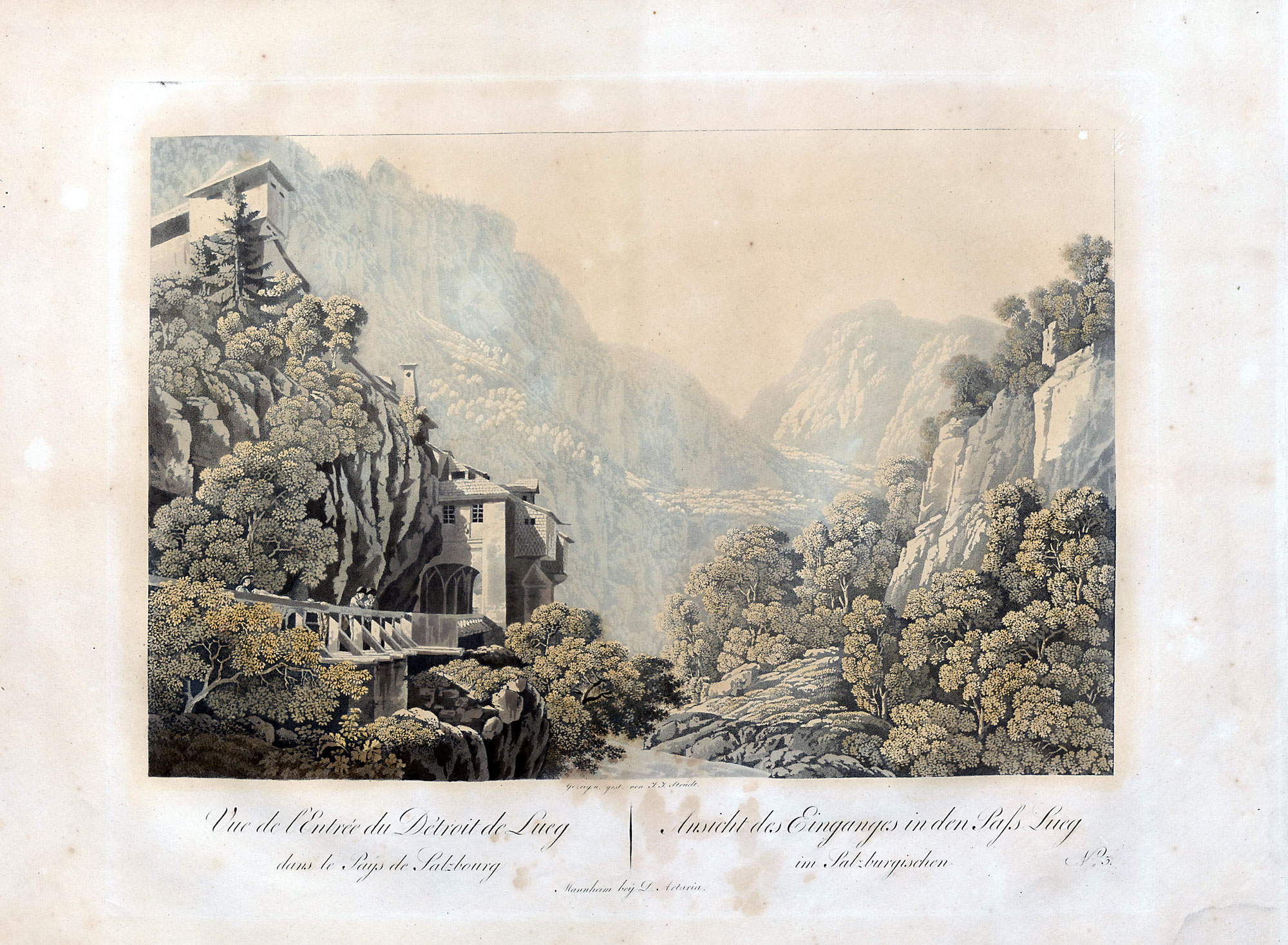
Ansicht des Einganges in den Paß Lueg im Salzburischen, Johann Jakob Strüdt, vor 1800

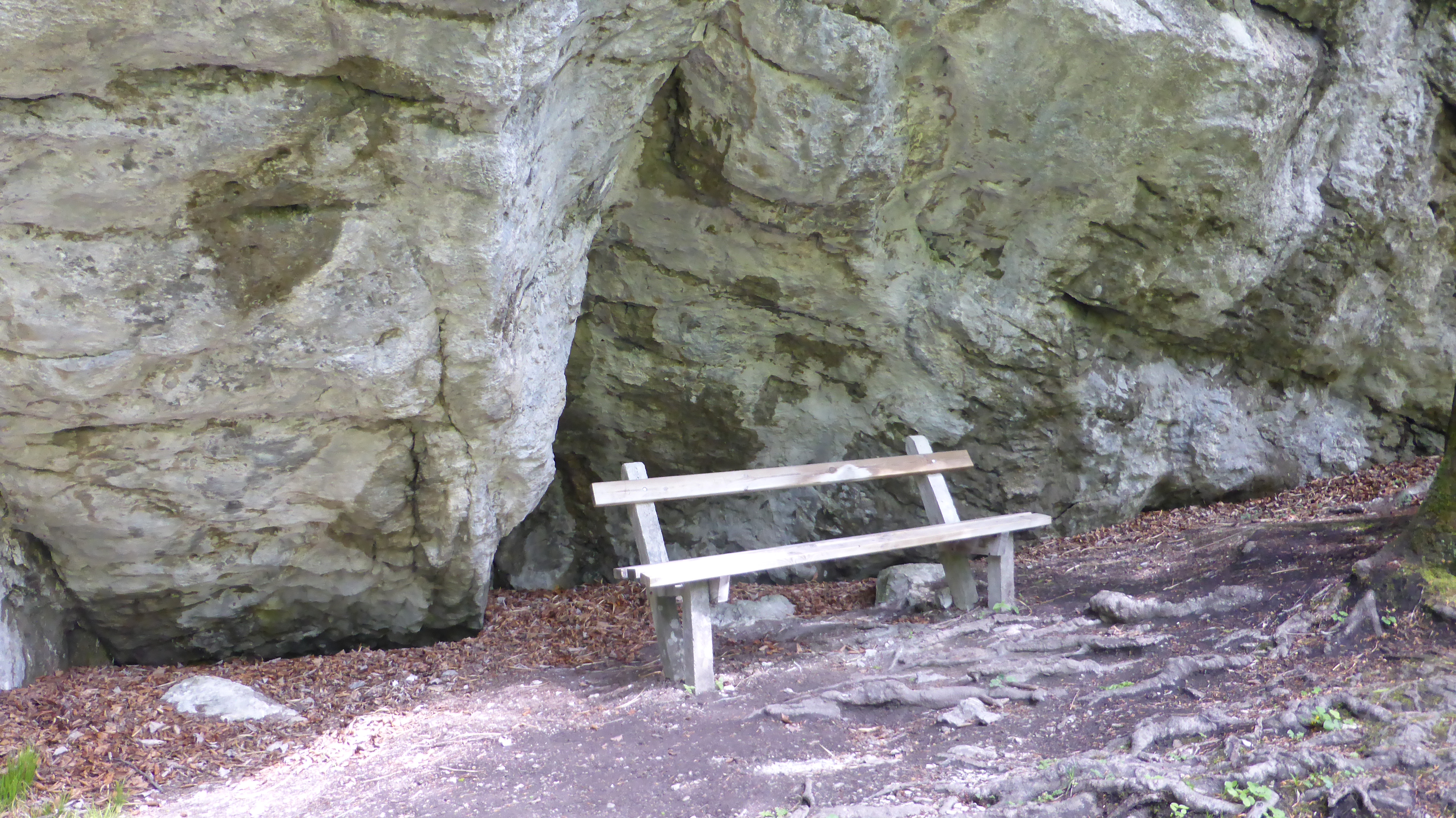
Prähistorische Jagdstation bei den Salzachöfen

Schon in der Alt-, Mittel- und Jungsteinzeit, sogar noch in der Bronzezeit, also in einem Zeitraum von zirka 11.000 Jahren (12.000 v. Chr.–750 v. Chr.), existierten Lagerstellen von Fischern und Jägern am Ufer der Salzach. Damals lag das Flussbett der Salzach noch 70 Meter höher als heute, da sich das Wasser immer tiefer in die Schlucht hineinschneidet.
Am Pass Lueg, keine 200 Meter von der Schlucht, widersetzten sich 1809 die Salzburger Freiheitskämpfer unter Josef Struber kurze Zeit den französisch-bayrischen Truppen. Das Erzbistum Salzburg wurde trotzdem von den Truppen Napoleons eingenommen.
Joseph Kyselak berichtet von seiner Besichtigung der Salza=Öfen im Jahr 1825:

„Wenn man sich so ziemlich der Schlucht herausgewunden hat, ersteigt man eine kleine Anhöhe, und wendet sich zur Linken, neben einem Felsenstück. Eine Säule mit hölzerner Hand, worauf die Worte stehen: »Zu den Oefen der Salza,« ziehet den Reisenden von der Fahrstrasse, und heisset ihn dem angewiesenen Gangpfade folgen. Geländer und hie und da Treppen (welche Ernest Fürst von Schwarzenberg hochherzig anlegen ließ,) leiten ihn Anfangs zur Höhe und dann wieder abwärts in eine Felsenschlucht, die noch alles bisher Gesehene überwiegt. Man hört Donnern und Brausen unter seinen Füssen, fühlt das Beben der Felsen, und getraut sich nicht zu errathen, was Wirklichkeit ist; links gähnt eine enge Felsenkluft, man übersetzt sie, und sprang – über den mächtigen Salzachfluß, welcher sich ober= und unterhalb viertelstundenweit ausbreitet!

Wer sich diesen gefahrlosen Schwung nicht erlauben will, der kann etwas weiter rechts auf einem Brügelweg, mit zwei Schritten die Salza übergehen, welche im tiefen Abgrunde sich zwischen Felsen durchdrängt, und hie und da durch beständiges Andringen, Höhlen (Oefen) im Kalkfelsen ausgegraben hat. In solche Abgründe haben sich vor Zeiten fromme Gläubige mit Lebensgefahr auf Stricken herabgelassen, um daselbst Kruzifixe oder Opfer für die Mutter Gottes und andere Heilige aufzuhängen. Dieser sonderbare Gebrauch, den Hochwasser, Holzschwemme oder lockere Steine feindselig verfolgten, hat sich seit Jahren aufgelöst, und beschränkt sich nur mehr auf die armen Holzknechte, welche, wenn sich die Bäume in der engen Kluft unten häufen, mit Hacken hinablassen müssen, den Lauf des Schwemmholzes nach Hallein zu lüften. Eben war man beschäftigt mit Abstockung des gegenüber stehenden Föhrenwaldes; die Stämme wurden zum leichteren Fortgleiten der Rinde entlöset, welche dann gesammelt und zum Gebrauch der Gärber in Mühlen gepulvert wird. Wenn so einige Stämme hinab holperten gegen die Steine mit fürchterlicher Gewalt, so brausten die Wände wie vom Kanonendonner; die Knechte aber Eisen an den Füssen, kletterten umher, mit einer Kaltblütigkeit, welche sie alle Gefahr verhöhnen hieß.“

1982 wurde der verbliebene Wildwasserabschnitt als Naturdenkmal ausgewiesen (NDM 186). Es umfasst 21,2437 ha beiderseits der Klamm von der Ofenauer Brücke bis etwa zur Mitte des Durchbruchstals auf Höhe des alten Straßentunnels.

## Freizeitnutzung
Durch einen Steig mit Treppen ist die bis zu 90 Meter tiefe Schlucht für Fußgänger gut erschlossen. Schon seit Anfang des 19. Jahrhunderts ist sie als Natursehenswürdigkeit sehr beliebt.
Als extremes Wildwasser (bei einer Fließgeschwindigkeit von bis zu 30 km/h) ist sie bei Kanusportlern beliebt, wobei allerdings schon einige Kanufahrer ihr Leben ließen. Die erfolgreiche Erstbefahrung der Salzachöfen schaffte am 6. September 1931 der Österreicher Adolf Anderle mit seinem selbsterbauten Eskimokajak, einem Faltkajak, das er selbst „Fram“ nannte. Zeugen dieser historischen Befahrung waren Walter Bezecny und Wilhelm Örley, beide aus Wien. Bei dieser Befahrung betrug der Pegelstand Salzburg 121. Adolf Anderle war damals Mitglied beim Akademischen Kajakklub in Wien, er dokumentierte seine Erstbefahrung auch und wies hier u. a. auch auf die großen Gefahren in den Salzachöfen hin.
Bis 1950 erfolgten insgesamt etwa knapp dreißig Befahrungen. Sowohl erfolgreiche als auch nicht erfolgreiche, darunter auch tödliche Unfälle. Eine erfolgreiche Befahrung unternahm beispielsweise Kurt Blanke aus Eßlingen vierundzwanzig Jahre nach der Erstbefahrung, er war der dreißigste Kanute, der die Salzachöfen befuhr. Darüber wurde auch in den „Kanusport-Nachrichten“ 1956 berichtet.
Am 30. Oktober 1971 wurden von österreichischen Kanuten nach Ende der Wettkampfsaison die Salzachöfen – deren Erstbefahrung dem Österreicher Adolf Anderle vom Akademischen Kajak-Klub in Wien im Jahre 1931 gelang – bei sehr schwierigen Bedingungen befahren. Kanuten aus dem Wettkampfsport, von den österreichischen Traditionsvereinen im Kanusport Forelle Steyr (Kurt Presslmayr, Franz Zeilner), Kajakverein Klagenfurt (Heinz Dopsch, Manfred Pock, Norbert Sattler, Helmar Steindl, Heimo Müllneritsch, Erich Wilhelmer) und Union Kanu Klub Wien (Michael Neudecker), trafen sich nach Ende der Wettkampfsaison 1971 nahe dem Pass Lueg für Vorbereitungen zur Befahrung der legendären Salzachöfen.
Der Einstieg mit den Slalomrennbooten erfolgte etwa 500 Meter oberhalb der Schlucht. Schlüsselstellen waren bereits der Eingangsschwall in die Salzachöfen, folgend dann Flusspassagen mit massiven Felsblöcken und schwierigen Durchfahrten. Besonders die Einfahrt in den sogenannten „Dom“, einer schwer verblockten Gefällsstufe. Der Dom, ein imposantes Naturschauspiel, stellte einen Höhepunkt der Befahrung dar. Etwa fünfzig Meter hoch über dem Fluss wölben sich hier das Hagen- und Tennengebirge zu einer Kuppel von gewaltigen Ausmaßen zusammen, die durch riesige Klemmblöcke nach oben abgeschlossen ist (von einer durch einen Weg zugänglichen Felsöffnung, der sogenannten „Kanzel“, ist ein Einblick von außen in den Dom möglich). Der Ausfahrt aus dem Dom folgten sehr schwierige Flusspassagen, wovon die schwierigste das sogenannte „Hufeisen“ war. Von großen Felsen zusammengepresst strömt hier der Fluss frontal auf einen riesigen Felsblock zu und bildet dort eine schwere Widerwelle, einen massiven Trichterwirbel und „ausgewaschene“ Felswände. Mit der Ausfahrt aus dem Hufeisen waren die Anstrengungen beendet. Den österreichischen Kanuten gelang am 30. Oktober 1971 eine erfolgreiche Befahrung der Salzachöfen.